# Dichaetomyia scutellata
Dichaetomyia scutellata är en tvåvingeart som först beskrevs av Seguy 1935.  Dichaetomyia scutellata ingår i släktet Dichaetomyia och familjen husflugor.
Artens utbredningsområde är Madagaskar. Inga underarter finns listade i Catalogue of Life.